# Hubertus Petroll
Hubertus Petroll (* 8. März 1947 in Jamlitz; † 13. Februar 2025 in Wien) war ein deutscher Schauspieler, Hörspielsprecher, Nachrichtensprecher, Hochschullehrer und ehemaliger Leiter des Max Reinhardt Seminars in Wien.

## Leben und Wirken
Hubertus Petroll studierte an der Folkwang Universität der Künste in Essen Schauspiel. In der Folge trat er bis Ende der 1980er Jahre regelmäßig in deutschen Fernsehfilmen und Fernsehserien auf. Mehrfach beteiligte er sich auch an Hörspielproduktionen.
Von 1983 bis 2000 war Hubertus Petroll als Sprecher für die ZDF-Nachrichtensendung heute tätig.
Im Zeitraum von 1996 bis 2015 war Petroll ordentlicher Professor für Sprachgestaltung an der Universität für Musik und darstellende Kunst Wien. Er leitete das dortige Max Reinhardt Seminar von 1999 bis 2002 und von 2004 bis 2012.
Hubertus Petroll lebte in Wien.

## Filmografie (Auswahl)
- 1976: Bunbury (Fernsehfilm)
- 1977: Notarztwagen 7 (Fernsehserie, 1 Folge)
- 1978: Unternehmen Rentnerkommune (Fernsehserie, 1 Folge)
- 1978: Aktenzeichen XY … ungelöst (Fernsehserie, 1 Folge)
- 1980: Achtung Zoll! (Fernsehserie)
- 1981: Die große Schwester (Fernsehfilm)
- 1981–1985: Ein Fall für zwei (Fernsehserie, 3 Folgen)
- 1985: Vorsicht Falle! – Nepper, Schlepper, Bauernfänger (Fernsehserie, 2 Folgen)
- 1989: Weg durch die Zeit (Fernsehfilm)

## Hörspiele (Auswahl)
- 1988: Dieter Wetterauer: Stellprobe – Regie: Burkhard Schmid
- 1993: Lorenz Lotmar: Die Opferung – Regie: Thomas Lehner
- 1993: Hugo Rendler: Happy End – Regie: Viola Blankenburg